# Georges Houyvet
Georges Houyvet, né le 15 juillet 1906 à Saint-Denis (Seine) et mort le 11 avril 1998 à Vernon (Eure), est un footballeur international français.

## Carrière
Georges Houyvet évolue au Havre AC lorsqu'il connaît sa première et unique sélection en équipe de France de football. Il affronte sous le maillot bleu lors d'un match amical l'équipe de Bulgarie de football le 9 juin 1932. Les Français s'imposent sur le score de cinq buts à trois.